# Золотая бутса (игра)
«Золотая бутса» — браузерная игра в жанре футбольного менеджера, созданная компанией Nekki (на данный момент проект не указан на официальном сайте, потому как проект не поддерживается компанией). Считается, что проект официально запущен 26 июня 2001 года, но есть также данные о том, что днём рождения игры следует считать 2 сентября 2002 года. Является «Лучшим некоммерческим проектом 2004 года» по версии журнала «Навигатор игрового мира».

## Игровой процесс
Игрок управляет футбольным клубом и соревнуется с тысячами реальных соперников. В качестве менеджера игрок может тренировать, покупать и продавать игроков, расширять клубную инфраструктуру, вести финансовую деятельность, играть футбольные матчи, выбирая состав, схему, тактику, стратегию и замены, просматривать 2d-матчи и общаться с друзьями. Внутри онлайн-игры пользователи играют все вместе в одном мире, разделённом на реальные континенты, страны и дивизионы. Несколько раз в неделю проходят игровые дни, когда все команды играют в национальных чемпионатах или других турнирах. Кроме того, игрок всегда может сразиться со своими друзьями в товарищеских матчах.

## История
Проект начал свою историю в 2001 году. Тогда сайт назывался mfel.h1.ru, а сам проект именовался «Московской Интернет Футбольной Лигой». Первые товарищеские матчи прошли 26 июня 2001 года, поэтому эту дату принято считать официальной датой старта проекта.
Начиная с конца августа 2001 года разработчики игры начинают активную проработку всех аспектов игры: дополняются правила игры, обсуждаются детали организации чемпионатов и товарищеских матчей. В это же время руководство планирует пути дальнейшего развития проекта.
В октябре 2002 года меняется дизайн сайта, а также его адрес — на butsa.ru. Новый дизайн сайта не устроил разработчиков, и примерно в марте 2003 года сайт вновь поменял дизайн и цветовую гамму. Обновленный вид сайта стал основным на долгое время, никаких значительных изменений в него не вносили.
В конце декабря 2003 года на сайте игры появился анонс нового генератора, и руководство приняло решение пересмотреть всю концепцию игры. С 2004 года Лига переходит на новый генератор.
Новая лига «Золотой Бутсы» по сути являлась абсолютно новым проектом. Произошли глобальные изменения: от старой игры остались только названия клубов и стадионов, а также составы игроков. Появляется возможность просмотра матчей в режиме 2d.
В 2005 году журнал «Навигатор игрового мира» присудил онлайн-проекту «Золотая Бутса» звание «Лучший некоммерческий проект 2004 года».
На начало 2010 года в игре зарегистрировано более 11 000 команд, количество участников продолжает расти, несмотря на ограниченное количество команд.
Конец 2018 года. Команд в проекте 5040. Дивизионы стабильно сокращаются из-за нехватки игроков. Журналистика на проекте практически исчезла. Игра не обновляется как в техническом так и визуальном плане.

## Возможности

### Общение
Помимо непосредственно игрового процесса, игра представляет собой практически полноценную социальную сеть, где игроки могут общаться и заводить контакты, а затем даже знакомиться в реальности. В игре также есть чат и форум.

### Особенности игры
- Игра не требует установки программного обеспечения.
- Успехи команды зависят от мастерства футболистов, которыми управляет менеджер (игрок), а также от умелого подбора игроков — для этого существует трансферный рынок.
- Большое значение имеет грамотное развитие клуба — игроку необходимо сориентироваться в обилии различных построек с учётом их специальных возможностей, постепенно приобретая их, в первую очередь те, которые помогут клубу окрепнуть финансово.
- Финансовая деятельность — важная составляющая успешной игры. К услугам пользователя — виртуальный банк, возможность получать кредиты и делать вклады.
- Имеется возможность просмотра 2d матчей.
- Игрок может пригласить в Лигу своих друзей, найти себе новых друзей в рамках проекта с использованием форума, собственной Газеты Лиги, собственного Журнала.